# Wolderwijd
Wolderwijd je granično jezero smješteno u Nizozemskoj, nastalo 1967. dobivanjem zemlje u južnom Flevolandu. Jedno je od četiri jezera koja graniče s Veluweom. Na sjevernoj i zapadnoj obali obuhvaća općinu Zeewolde u pokrajini Flevoland, a na južnoj i istočnoj obali općinu Harderwijk u pokrajini Gelderland. Budući da su granična jezera Flevolanda, strogo govoreći, jedna masa vode, nema točnih oznaka gdje Wolderwijd završava, a susjedna jezera počinju. Na zapadu u blizini Strand Horsta Wolderwijd postaje Nuldernauw, a na istoku kod akvadukta na pokrajinskoj cesti N302 postaje Veluwemeer.

## Uporaba
Jezero je stvoreno kao tampon između stare zemlje Veluwe i novostvorenog Flevopoldera, kako bi se osiguralo da razina vode Veluwe ne opadne. Jezero prima vodu iz susjednog Veluwemeera i nekoliko potoka i brana. Dodatni izvor je voda s niskim sadržajem fosfata iz Flevopoldera za suzbijanje eutrofikacije.
Jezero Wolderwijd koristi se za komercijalni ribolov, plovidbu, brodski promet, upravljanje vodama i vađenje pijeska.
Jezero je, zajedno s Nuldernauwom, također proglašeno Ramsarskom močvarom od međunarodne važnosti od 29. kolovoza 2000. Označen je kao takav jer je sadržavao više od 1% relevantnih biogeografskih populacija dviju vrsta ptica, vrste labuda Cygnus bewickii (1,6%) i glavate patke (Aythya ferina) (2,1%).

## Vanjske poveznice
|  | Zajednički poslužitelj ima još gradiva o temi Wolderwijd |